# Menhir de la Vacherie
Le menhir de la Vacherie,  également nommé la galoche de Gargantua ou menhir du Carlet, est un menhir situé sur la commune de Donges au lieu-dit le Carlet, dans le département de la Loire-Atlantique. Il existait à proximité, un dolmen, dit dolmen de la Vacherie, désormais détruit.

## Historique
Selon Ogée, le menhir fut surmonté d'une croix de fer afin de servir d'amer aux marins. En 1780, cette croix fut renversée par la foudre. Pitre de Lisle du Dreneuc visite le site en 1879 et en donne une description détaillée.
L'édifice est classé au titre des monuments historiques en 1889. 
À l'origine, le menhir était dressé dans un pré appartenant à la ferme de la Vacherie en bordure de Loire. Depuis la construction de la raffinerie de Donges en 1933, il est inclus dans le périmètre du site industriel et est devenu de fait inaccessible au public.

## Menhir et dolmen
Le menhir est de forme très effilée. Il mesure 4,75 m de hauteur pour 1,60 m de largeur et 0,48 m d'épaisseur. Le fragment de la pierre, cassé en biseau qui était visible à son pied jusqu'au début des années 1980, gênant l'exploitation de la raffinerie fut tout d'abord déplacé puis disparût.
Le dolmen, dit dolmen de la Vacherie, était situé à proximité immédiate du menhir. Pitre de Lisle fouille l'édifice en 1879. Le dolmen est déjà ruiné mais il comporte encore une énorme table de couverture (4,67 m de long sur 2,65 m au plus large pour une épaisseur moyenne de 0,60 m) en granite appuyée, vers le milieu, sur un pilier vertical de 1,90 m de hauteur et reposant, à son extrémité, sur le sol. Les fouilles mettent au jour deux autres orthostates, au sud et au nord. À environ 0,40 m de profondeur, Pitre de Lisle découvre une couche archéologique comportant des traces de charbon, des tessons de poterie à pâte grossière et dégraissant de quartz, des éclats de silex ainsi qu'une hache en diorite verte percée d'un trou d'emmanchement.
Le dolmen, perturbé depuis les fouilles de Pitre de Lisle, est désormais localisé entre les voies ferrées (ligne Nantes - Saint-Nazaire) au niveau d'un aiguillage, près de la raffinerie. Une dalle reposant sur un orthostate est encore visible, dépassant du ballast. Le site est inaccessible au public et d'accès dangereux.

## Folklore
Selon la légende, la table de couverture du dolmen était posée sur le menhir. Gargantua, en visite dans le pays de Retz, s'amusa à la faire tomber en visant l'édifice avec ses palets qui depuis parsèment les alentours et correspondent aux dolmens encore visibles dans les environs.